# Самарський трамвай
Самарський трамвай — діюча трамвайна мережа у місті Самара, Росія.

## Історія
- 17 (30) вересня 1908 року — Самарська міська дума сформувала комісію з розробки питання про будівництво електричного трамвая.
- 20 квітня (3 травня) 1914 року — на розі вулиць Заводської і Саратовської (нині вулиці Венцека і Фрунзе) відбулася закладка трамвайних колій.
- 11 (24) листопада 1914 року — в Самару залізницею з м Коломни був доставлений пробний вагон електричного трамвая.
- 12 (25) лютого 1915 року — запуск трамвая, відкриття Міського трамвайного депо.
- Наприкінці 1941 — початку 1942року — здані в експлуатацію трамвайні колії завдовжки 8,7 км, що з'єднували Куйбишев із Безім'янкою, закінчено будівництво Черновського шосе завдовжки 10,6 км (нині вулиця Гагаріна).
- Наприкінці 1941 офіційно відкрито рух трамваїв (маршрут № 3) від вулиці Польової до 4-го району Управління особливого будівництва (район сучасної площі Кірова).
- У липні 1943 року — завершено будівництво нової трамвайної лінії всередині Безім'янки - від кільця третього маршруту по Кіровському і Заводському шосе до проммайданчика заводу № 18 (сучасна зупинка «Юнгородок»).
- З травня 1944 року — недобудоване Кіровське трамвайне депо на вулиці Промисловій (нині вулиця Фізкультурна) стало використовуватися для ремонту та обслуговування вагонів, що працюють на Безимянському напрямку (маршрути № 3 і № 8). Кіровське депо перебувало на балансі Наркомату авіаційної промисловості, у 1948 році вона передана на баланс Куйбишевського трамвайно-тролейбусного управління.
- до 16 листопада 1951 року — Кіровське депо було добудовано і повністю введено в експлуатацію.
- 1963 року — початок поставок чеських вагонів Tatra T3.
- 1969 року — відкриття першої черги Північного трамвайного депо в 10-му мікрорайоні для обслуговування нових житлових районів на північ від центру міста.
- 1988 року — початок поставок вагонів Tatra T6B5.
- 1991 рік — Куйбишевське ТТУ перейменовано в Самарське муніципальне підприємство «Трамвайно-тролейбусне управління» (скорочено МП «ТТУ»).
- 1999 рік — поставка двох вагонів Tatra T3RF, побудованих спеціально для Самари.
- 2001—2003 роки — поставка трьох вагонів «СПЕКТР-1».
- 2008 рік — поставка десяти вагонів 71-405.
- 2009 рік — контракт на поставку 33 вагонів 71-405. За станом на вересень 2009 року поставлені 33 з них.
- Вересень 2013 року — на маршрути вийшли 9 нових трамваїв моделі АКСМ-62103.

## Маршрути
У 2013 році у Самарі працювало 22 трамвайних лінії. На теперішній час працюють наступні маршрути:
| S5  | Залізничний вокзал → Стадіон «Самара-Арена» / Агропарк                                       | Призначається за вказівкою під час футбольних матчів |
| 1   | Вулиця Чапаєвська → Автостанція «Аврора»                                                     |                                                      |
| 2   | Постніков яр → вул. Кабельна                                                                 | У будні, в «години пік»                              |
| 3   | Вул. Кабельна → вул. Чапаєвська                                                              |                                                      |
| 4   | Постніков яр → Залізничний вокзал → Автостанція «Аврора» → Станція «Перемога» → Постніков яр | Кільцевий маршрут                                    |
| 5   | Вул. Чапаєвська → Барбошина Галявина                                                         |                                                      |
| 7   | Стадіон «Самара-Арена» / Агропарк → Станція «Перемога»                                       |                                                      |
| 8   | Безіменна ТЕЦ → Металург                                                                     |                                                      |
| 9   | Костромський провулок → Металург                                                             |                                                      |
| 10  | Юнмістечко → Костромський провулок                                                           |                                                      |
| 11  | Стадіон «Самара-Арена» / Агропарк → Автостанція «Аврора»                                     |                                                      |
| 12  | Автостанція «Аврора» → Стадіон «Самара-Арена» / Агропарк                                     |                                                      |
| 13  | Костромський провулок → Постніков яр                                                         |                                                      |
| 14  | Барбошина Галявина → Стадіон «Самара-Арена» / Агропарк                                       |                                                      |
| 15  | вул. Тухачевського / вул. Київська → вул. Чапаєвська                                         |                                                      |
| 16  | Вул. Чапаєвська → вул. Тухачевського / вул. Київська                                         |                                                      |
| 18  | Постніков яр → Автостанція «Аврора»                                                          |                                                      |
| 19  | Вул. Кабельна → вул. Фадєєва                                                                 |                                                      |
| 20  | вул. Фадєєва → вул. Чапаєвська                                                               |                                                      |
| 20К | вул. Фадєєва → вул. Червоноармійська                                                         | у будні дні                                          |
| 21  | Барбошина Галявина → вул. Кабельна                                                           |                                                      |
| 22  | 15-й «А» мікрорайон → вул. Червоноармійська                                                  |                                                      |
| 23  | Постніков яр → Станція «Перемога» → Автостанція «Аврора» → Залізничний вокзал → Постніков яр | Кільцевий маршрут                                    |
| 24  | Завод ім. Тарасова → Костромський провулок                                                   |                                                      |
| 24К | Костромський провулок → 15-й мікрорайон                                                      | У будні дні, в «години пік»                          |
| 25  | Барбошина Поляна → Безіменна ТЕЦ                                                             |                                                      |

## Депо
- Міське трамвайне депо
- Кіровське трамвайне депо
- Північне трамвайне депо

## Рухомий склад
| Статистика рухомого складу на почато 2010-х років | Статистика рухомого складу на почато 2010-х років | Статистика рухомого складу на почато 2010-х років |
| Тип моделі                                        | Фото                                              | Кількість, од.                                    |
| ------------------------------------------------- | ------------------------------------------------- | ------------------------------------------------- |
| Tatra T3                                          |                                                   | 323                                               |
| Tatra T6B5                                        |                                                   | 51                                                |
| Tatra T3RF                                        |                                                   | 2                                                 |
| 71-402                                            |                                                   | 3                                                 |
| 71-405                                            |                                                   | 43                                                |
| KTM-23                                            |                                                   | 1                                                 |
| АКСМ-62103                                        |                                                   | 5                                                 |